# Capil·lera
La falzia, capil·lera, falguerola, falzia de pou o falzilla (Adiantum capillus-veneris) és una espècie de falguera de la família Pteridiaceae. Originària de l'Europa occidental i del Sud a més d'Àfrica, Amèrica del Nord i Amèrica Central, actualment està estesa per gairebé tot el món. Es fa en parets humides i llocs que degoten o brocals de pou, especialment sobre calcària. També viu als Països Catalans.

## Noms comuns
També pot rebre el noms d'adiant, arracada de la reina, arracades de la reina, buscallibres, cabells de Venus, falguereta capil·lera, falguerina, falzia comuna, falzia de pous, falzia vera, folguerola, guardallibres, herba breuca, herba capil·lera, herba de font, herba de pou, herba del pou, herba falguera i herba falzia. A més de variants lingüístiques com ara capilera, capillera, falcija, faldia, falsia, falsia de pous, falsilla, falsitia, falsitja, fàlzia, falzija, farzia, fatzilla, fauzia, foguerola, franzilla, frasilla, frengilla, frenzilla, guarda llibres, helecho de pou, herba malmasia, malmasia o trenzilla.

## Etimologia
Etimològicament capillus-veneris significa "cabells de Venus" fent referència a la semblança dels fins i abundants pecíols negres a una cabellera.

## Descripció
Aquesta planta és una falguera que fa entre 20 i 70 cm d'alçada. Posseeix un rizoma serpentejant. Les frondes són bipinnatisectes amb segments cuneïformes i amb els pecíols una mica més grossos que la làmina foliar i amb un color negre molt llustrós.

## Hàbitat i distribució
La falzia és una planta que es pot trobar en zones tant urbanitzades com campestres i s'estén per la zona central, occidental i meridional d'Europa, el nord d'Àfrica i també a Amèrica Central i algunes zones de Nord-amèrica. És molt freqüent en zones riberenques i a les vores de rierols. Apareix sobretot en grutes, murs i als voltants de fonts naturals. Es cultiva en algunes zones com a plantes ornamentals.

## Usos
Tradicionalment, s'ha fet servir com a pectoral i emmenagoga a la medicina casolana. També s'ha usat com a planta d'interior per la delicadesa de les seves frondes.